# Luis Barcala
Luis José Barcala Sierra (ur. 19 marca 1962 roku w Sant Joan d'Alacant) – hiszpański prawnik i polityk, od kwietnia 2018 roku burmistrz Alicante. Pełni także funkcję przewodniczącego Wspólnoty Alicante oraz członka zarządu Portu w Alicante.
Jest przewodniczącym Partii Ludowej w Alicante.

## Życiorys
Jego ojciec był kapitanem sił powietrznych Hiszpanii, zginął w katastrofie lotniczej gdy Barcala miał 12 lat.
Ukończył studia prawnicze na uniwersytecie w Alicante, uzyskując tytuł licencjata. Posiada również tytuły magistra z zakresu handlu zagranicznego, doradztwa prawnego dla firm oraz specjalizacji w prawie bankowym. Dodatkowo, jest dyplomowanym absolwentem Szkoły Praktyki Prawniczej w Alicante.
Od 1990 roku Barcala pracował jako adwokat. W latach 1996–2001 pełnił funkcję głównego prawnika regionalnego w banku w regionie Levante. Później był odpowiedzialny za dział windykacji i nieruchomości w tym samym banku.

### Działalność polityczna
W 1987 roku dołączył do Alianza Popular, przemianowanej dwa lata później na Partido Popular. W wyborach samorządowych w 2011 roku bezskutecznie kandydował z list PP do rady miasta Alicante. W tym samym roku objął jednak mandat radnego w wyniku rezygnacji z funkcji José'ego Joaquína Ripollego. W wyborach w 2015 roku uzyskał reelekcję. W lutym 2016 roku został szefem klubu Partii Ludowej, a tym samym liderem opozycji.
W kwietniu 2018 roku, po rezygnacji Gabriela Echávarriego z funkcji burmistrza, został kandydatem Partii Ludowej na ten urząd. W wyniku głosowania podczas sesji rady miasta uzyskał 8 głosów, a jego kontrkandydatka Eva Montesinos 14 głosów. Ze względu na brak uzyskania większości bezwzględnej przez obu kandydatów, zgodnie z prawem burmistrzem wybrano osobę, która startowała z listy, która uzyskała najwięcej głosów. Tym samym, 19 kwietnia, Luis Barcala został zaprzysiężony na urząd burmistrza Alicante. Do końca kadencji rządził bez większości w radzie miasta. Został członkiem zarządu Hiszpańskiej Federacji Gmin i Prowincji, a także przewodniczącym Komisji Stosunków Międzynarodowych w tej organizacji.
W wyborach samorządowych w 2019 roku jego ugrupowanie wprowadziło do rady miasta 9 radnych uzyskując najwyższy wynik. Podczas głosowania za jego kandydaturą nie uzyskał większości bezwzględnej, jednak ponownie został wybrany burmistrzem ze względu na wygraną jego partii w wyborach. Po zaprzysiężeniu utworzył rząd mniejszościowy razem z Partią Obywatelską. W listopadzie 2021 roku został przewodniczącym Partii Ludowej w Alicante.
W wyborach w 2023 roku uzyskał reelekcję, wprowadzając 14 radnych, ponownie rządził z mniejszością w radzie miasta.

## Życie prywatne
Jest żonaty, para wychowuje dwie córki.